# Стааль, Фёдор Гедеонович
Фёдор Гедеонович Стааль (нем. Friedrich von Staal; 1818—1892) — русский военно-морской деятель,  вице-адмирал (1881). Член Адмиралтейств-совета Российской империи (1881).
Брат — вице-адмирал Август Стааль и капитан-лейтенант Александр Стааль.

## Биография
Родился 14 (26) мая 1818 года в семье морского офицера Гедеона Стааля (1776—1843); мать — Марианна, урождённая фон Зальца (1794—1863).
В службе — с 1829 года. В 1836 году после окончания Морского кадетского корпуса был произведён в мичманы с назначением обер-офицером на Черноморский флот. Находился в ежегодных плаваниях по Чёрному морю на различных кораблях, одно время состоял в распоряжении российской миссии при турецком дворе.
С 1844 года в звании лейтенанта переведён на Балтийский флот. Выходил в плавания к шведским и финляндским берегам, нередко принимал участие в проводке кораблей с верфей Петербурга в порт Кронштадта. В 1851 году произведен в капитан-лейтенанты. Последовательно командовал сначала небольшими судами, а 1855 году назначен командиром фрегата «Амфитрида». Во время Крымской войны с фрегатом занимал позицию на Северном фарватере и перевозил войска из Кронштадта в Свеаборг.
В 1856 году назначен командиром корвета «Новик» с которым в 1857 году отправился в плавание в составе 1-го Амурского отряда под общим командованием капитана 1-го ранга Д. И. Кузнецова из Кронштадта вокруг мыса Доброй Надежды на Дальний Восток России. У берегов Амура Ф. Г. Стааль занимался научной и исследовательской деятельностью. В начале 1859 года передал обязанности командира корвета Н. В. Копытову и вернулся на Балтику сухим путем через Сибирь. 16 марта назначен командиром строящегося фрегата «Пересвет» с переводом в 15-й флотский экипаж. 6 июня 1859 года Фёдора Гедеоновича назначили командиром на новопостроенный фрегат «Илья Муромец». В составе эскадры Средиземного моря И. А. Шестакова находился в крейсерстве в Архипелаге.
2 мая 1860 года, будучи в Генуя, получил известия о своём производстве в капитаны 2-го ранга и назначении командиром учебно-артиллерийского корабля «Император Николай I», командование фрегатом передал капитану 2-го ранга О. П. Пузино. Вернулся в Кронштадт сухим путём. 5 (17) июля 1862 года «за отличие по службе» произведен в капитаны 1-го ранга. 8 (20) апреля 1863 года назначен командиром учебно-артиллерийского винтового корабля «Император Николай I». 22 сентября 1863 года «за 25 лет и 8 морских кампаний» награжден орденом Св. Владимира IV степени с бантом. 
В 1864 году назначен командиром броненосного фрегата «Севастополь». 1 (13) января 1865 года награжден орденом Св. Владимира 3-й степени. В 1867 году было объявлено ему Высочайшее благоволение. В 1869 году произведён в контр-адмиралы с назначением членом Артиллерийского отдела и председателем Комиссии морских артиллерийских опытов Морского технического комитета (МТК) Российского Императорского флота. В 1881 году произведён в вице-адмиралы, а два года спустя назначен членом Адмиралтейств-совета Российской империи, в котором состоял до самой смерти.
Был награждён всеми орденами вплоть до ордена Святого Александра Невского пожалованного ему в 1886 году и ордена Белого Орла.

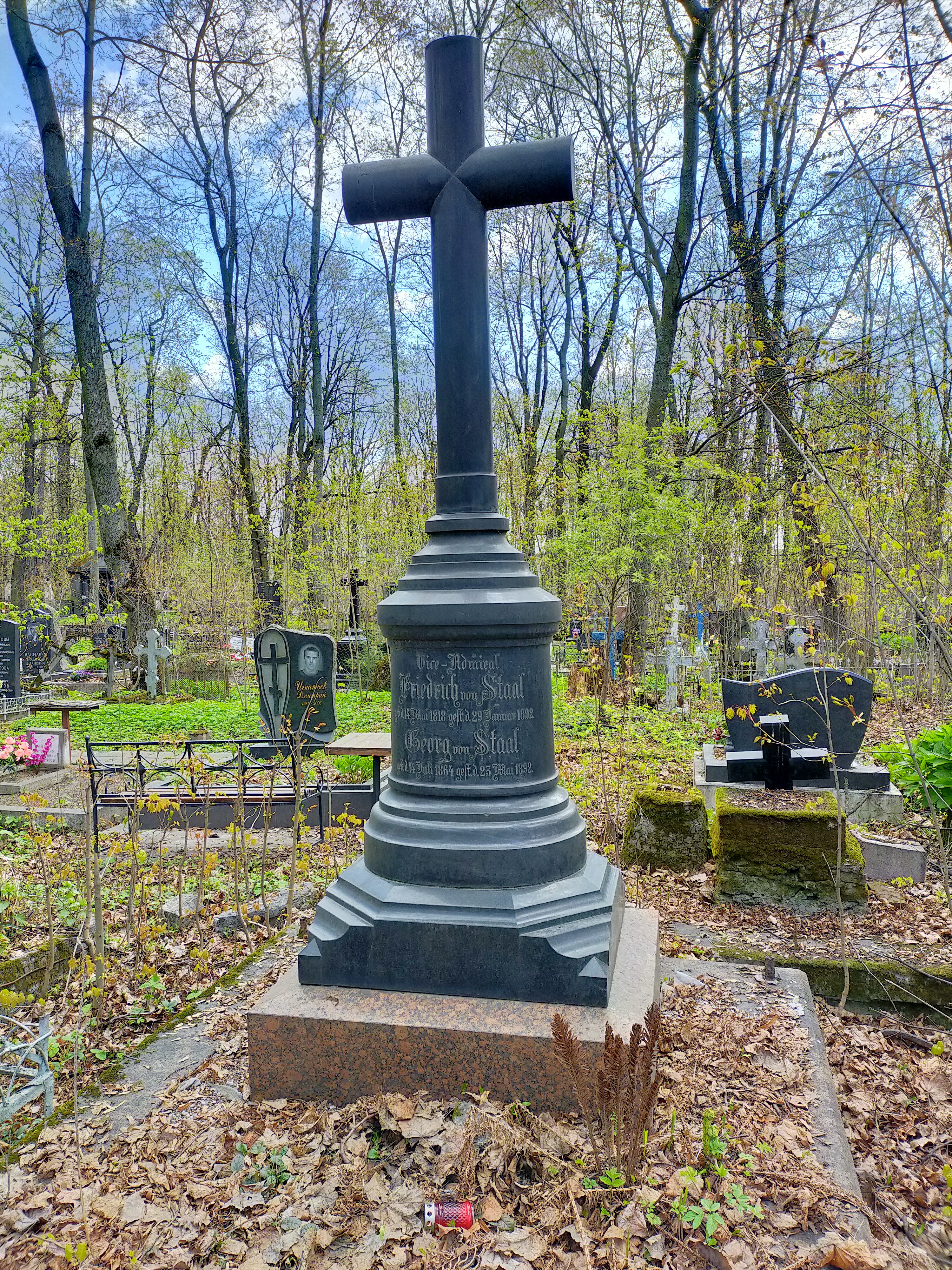
Крест на могиле Ф.Г. Стааля, Волковское лютеранское кладбище

Умер 29 января (10 февраля) 1892 года. Похоронен на Волковском лютеранском кладбище.

## Семья
Капитан-лейтенант Фёдор Стааль 23 ноября 1854 года в петербургской лютеранской церкви Св. Анны венчался с Софией Хеленой Штраух, дочерью умершего петербургского купца Карла Георга Штрауха. В браке Фёдора Гедеоновича и Софии Хелены (её называли обычно София Егоровна) родилось 9 детей:
- Александр (01.09.1855—?)
- Софья(21.10.1858—?)
- Фёдор (1861—?) — чиновник Собственной Его Императорского Величества канцелярии; был женат на дочери Николая Александровича Качалова, Ариадне[8].
- Егор (14.07.1864 — 23.05.1892)
- Константин (27.07.1866 — 14.05.1905) — капитан 2-го ранга Гвардейского экипажа; погиб в Цусимском сражении на эскадренном броненосце «Александр III»[9]
- Алексей (18.03.1873 — 23.02.1949)
- Борис (1875—1924)